# Разстройства, свързани с употребата на опиоиди
Разстройства вследствие на употребата на опиоиди са медицински състояния, характеризиращи се с неправилно използване на опиоиди,както и неблагоприятни последици от продължителната им употреба и развитието на абстиненция след спирането им. То включва както пристрастяване така и зависимост към опиоида.
Опиоидите са веществата като морфин, хероин, кодеин, оксикодин, хидрокодон и др. Необходимите характеристики за установяване на медицинската диагноза са главно – желание за добиване и взимане на наркотика и упорито поведение, целящо намирането на дрога.
Разстройства вследствие на употребата на опиоиди са довели до 51 000 смъртни случая в световен мащаб през 2013 г., в сравнение с 18 000 смъртни случая през 1990 г.

## Симптоми, характерни за периода на отказване от наркотик
Симптомите, характерни за периода на отказване от наркотика включват, но не се ограничават само до:

### Ранни симптоми
- Промяна във възприятията на температурата (горещи/студени вълни)
- Възбуда/вълнение
- Безпокойство/ тревога
- Промени в либидото (необичайно високо или ниско)
- Дехидратация
- Умора
- Болка в мускулите
- Замъглена преценка/обърканост/ липса на мотивация
- Повишено сълзене
- Безсъние
- Нервност (неспокойни крака)
- Хрема
- Изпотяване
- Прозяване

### Късни симптоми
- Коремни спазми
- Кихане
- Диария
- Разширени зеници
- Гадене
- Повръщане
- Настръхване

## Причини
Повечето хора, които са опиоидно зависими имат най-малко още една психиатрична коморбидност. Опиоидната зависимост често се развива като резултат от самостоятелно лечение. Опиоидите са отлични болкоуспокояващи лекарства, но имат и способността да предизвикват еуфория, която ги прави примамливи за пристрастените. Оценяващата система показва, че има голяма вероятност към пристрастяване към опиоиди при пациентите с хронична болка.

## Механизъм

### Пристрастяване
Прекалената експресивност на транскрипционния фактор (transcription factor – a protein that binds to DNA and regulates gene expression by promoting or suppressing transcription) „FOSB“ в нуклеус акумбенс или „полегналото“ ядро играе ключова роля в развитието на опиоидното пристрастяване чрез директно модулиране на поведение насочено към търсенето на наркотици.
Подобно на много други форми на поведенческо пристрастяване и пристрастяване към наркотици, прекомерната употреба на опиоиди води до повишаване на „FOSB“ експресивността в нуклеус акумбенс.

### Зависимост
Някои изследвания показват постоянна дисрегулация на система от опиоидни рецептори след хроничното излагане на опиоиди. Скорошно изследване показва, че увеличаването на мозъчния невротрофичен фактор (BDNF) във вентралната тегментална ареа при плъховете може да предизвика поведение на зависим, включително абстиненция и поведение насочено към търсенето на наркотици. Доказано е, че човек, които не взима хронично опиоиди, започвайки да ги използва при нива докарващи до еуфория, показва същия растеж в BDNF.

### Опиоидни рецептори
Ефективността на опиоидите като болкоуспокояващо е генетично доказана с редица специфични вариации. Въпреки това има доказателства за различни ефекти от опиоидното лечение, което прави оценката на метода двусмислена. Фармакогеномиката на опиоидните рецепетори и техните ендогенни лиганди са били обект на интензивни изследвания в асоциативните проучвания. В тези проучвания в общи линии тестват фенотипа, включително опиоидни зависимост, зависимост към кокаин, алкохолна зависимост, зависимост към метанфетамин/ психоза, отговаря на налтрексон лечението, личностни черти и други.
Новите подходи се отдръпват от анализа на специфичните гени и региони и се основава на безпристрастната „гледна точка“ на гените по целия геном, които нямат никаква явна връзка с фенотипа. Тези геномно асоциирани проучвания (GWAS) дават редица въвлечени гени, въпреки че много от тях привидно не свързани с протеини в процеси като клетъчна адхезия, транскрипционна регулация, определението на клетъчната структура, РНК и ДНК,

### Неопиодни рецепторни гени
Генът preproenkephalin, PENK, кодира за ендогенни опиати, които модулират усещането за болка, и са замесени в наградата и пристрастяването. (CA) се повтаря в 3’граничната последователност на гена PENK и се свързва с по-голяма вероятност за зависимост от опиати в повторни изследвания. Вариациите в гена MCR2, кодиращ меланокортин рецептор тип 2 се свързва с двата защитни ефекта и повишена чувствителност към пристрастяване към хероин. Генът на CYP2B6 на семейството на цитохром Р450 посредничи за разбивка на опиати и по този начин може да играе роля при зависимост и предозиране.

## Диагноза
Критерии за диагностициране на Световната здравна организация (СЗО) и ДСН-IV-TR изискват три или повече от следните характеристики да бъдат преживени или проявявани:
- Силно женения или чувство за натраплив импулс за взимане на наркотика
- Трудности в контролирането на поведението по отношение на началото, края или нивото на употреба
- Абстиненция, когато наркотика е спрян или намален, например: симптоми, характерни за периода на отказване от веществото или използването на същото (или много приличащо на него) вещество, с цел да се облекчат или избегнат симптомите на абстиненция.
- Доказателство за толеранс като увеличаване на дозата на наркотика, за да се постигне първоначалния ефект
- Нарастващо пренебрегване към удоволствията или интересите, поради употребата на наркотици, увеличаване на времето необходимо за добавянето или взимането им или възстановяването от ефекта.
- Злоупотребата с наркотици въпреки ясните доказателства за изключително вредни последици като увреждане на черния дроб, депресивни настроения или когнитивни увреждания

Според официалните становища по отношение на лечението на опиоидна зависимост, публикуван от Службата на ООН по наркотиците и престъпността и СЗО, служителите в здравните заведения не трябва да третират опиоидната зависимост като резултат от слаб характер или слаба воля. Съответно детоксикацията сама не представлява адекватно лечение.

## Управление
Опиоидната зависимост изисква продължително лечение и грижи с цел намаляване на рисковете за здравето на пациента, редуцирането на криминално поведение, както и подобряването на дългосрочното физическо и психическо състояние на пристрастения човек. Повечето стратегии целят в крайна сметка да намалят употребата на наркотици и да доведат до въздържание.
Едно-единствено лечение не работи за всички, за това няколко стратегии са били разработени включително терапия и медикаменти.
Детоксикиращите програми рядко са добро решение и хората често се връщат към наркотиците след прекратяването им, но е това е важна първа стъпка.
Към 2013 г. в САЩ имаше значително увеличение на злоупотребата с предписани опиоиди в сравнение с нелегалните опиати като хероин. Това разрастване също така има последици за превенцията, лечение и терапията на опиоидната зависимост.

### Медикаменти
Опиоидната заместителна терапия (ОЗТ) (наричана още заместителна терапия или поддържаща терапия) включва заменяне на незаконния опиат като хероин с по-дългодействаш, но не толкова еуфоричен опиоид; използват се обикновено метадон или бупренорфин като лекарството се взима под лекарско наблюдение.
Водещия принцип в ОЗТ е способността на програмата за да улесни възобновяването на стабилността в живота на пристрастения, докато пациента изпитва намалени симптоми на абстиненция и по-малко интензивен наркотичен глад. В някои страни (не в САЩ, Великобритания, Канада или Австралия) регулациите налагат ограничен период от време, за хората на в заместителите терапии, които приключват след като човека е достигнал стабилна икономическа и психосоциална среда. (За пациентите с ХИВ/СПИН или Хепатит C това изискване обикновено не важи). На практика 40 – 65% от пациентите са постигнали пълно въздържание от опиоиди, докато са били на заместваща терапия и 70 – 95% са способни да намалят тяхната употреба значително, докато едновременно преживяват елиминиране или намаляване на медицински (неподходящи разредители, нестерилни игли и спринцовки), психосоциални (психично здраве, взаимоотношения) и правни (арест, затвор) въпроси, които могат да изникнат от употребата на незаконни опиати.
ОЗТ доказва, че е най-ефективното лечение за подобряването на здравето и начина на живот на хората с проблеми или зависимост към използването на нелегални опиати, включително и намаляване на смъртните случаи и общите социални разходи като например икономическите загуби от престъпленията свързани с наркотици и разходите за здравеопазването. Заместващата терапия е одобрена от СЗО, службата на ООН за наркотиците и престъпността и UNAIDS като ефективна в намаляването на инжектирането, понижаване на риска от ХИВ/СПИН. 55 страни по света използват метадон заместителна терапия, докато страни като Русия още не го прилагат.

#### Метадон
Поддържащо лечение с метадон е форма на опиоидна заместителна терапия, която намалява и/или елиминира използването на незаконни опиати, престъпността свързана с опиатната употреба и позволява на пациентите да подобрят тяхното здраве и социална продуктивност. В допълнение, записването в метадонова поддържаща терапия има потенциала да намали педаването на инфекциозни заболявания, свързани с инжектирането на опиати като хепатит и ХИВ. Основните ефекти от метадоновата терапия са облекчаване на наркотичния глад, потискане на абстиненцията и блокиране на еуфоричните ефекти свързани с опиати. Метадоновата терапия се използва и при бременни жени, пристрастени към опиати. Това лечение дава възможност на пристрастените, които се чувстват неспособни да минат през целия път сами и да се изчистят. За тези лица, които искат напълно да се откъснат от наркотиците, програмата показва, колко метадон да се предпише, докато симптомите на абстиненция отшумят, след това следва период на стабилност, след които дозата започва бавно да бъде намалявана, докато индивида е или независим от необходимостта за метадон или е на ниво, което позволява преминаване към по-лек заместващ опиат като Субоксон.

#### Бупренорфин
Проучванията показват, че бупренорфина е по-безопасната алтернатива от метадона в заместителната терапия, главно заради малкия брои смъртни случаи от свръхдоза, по време на лечението. Сублингвални препарати (бупренорфина) често се използват за в опиоидо заместителните терапии (т.е. зависими от хероин, оксикодон, хидрокодон, морфин, оксиморфон, фентанил или други опиоиди). Субоксона и Субутекса са одобрени за това тази цел от Американската администрация по храните и лекарствата през октомври 2002 г. Някои форми на бупренорфина включват антагонист налоксон в производството във формата на хапче, като по този начин предотвратяват на хората да смачкат хапчето от таблетките и да си го инжектират, вместо да се сложи под езика (начина на прилагане).

#### Диаморфин
В Швейзария, Германия, Холандия и Великобритания дългогодишните зависими, които се инжектират, но лечението с метадон и други подобни лекарства не им действа, се лекуват с чист инжекционен диаморфин, които се прилага под наблюдението на медицинския персонал. за тази група пациенти лечението с диаморфин подобрява тяхната социализация и здраве им.

#### Дихидрокодеинът
Дихидрокодеинът се използва като алтернатива на метадона и бупренорфина в някой европейски страни.

#### Лечение с помощта на хероин
Лечението с помощта на хероин (т.е. лекарското предписване на хероин) е достъпно в Швейцария от 1994. Изследване от 2001 показва значително подобряване на здравето, социалната ситуация и вероятността да се прекратят незаконните дейности свързани с наркотици. Проучването също така констатира, че хероин-подпомагащото лечение е икономически изгодно за обществото, заради намаляването на престъпността и подобряването на общото здравословно състояние на пациентите.
Програмата за това лечение е въведена в Швейцария като борба с увеличаването на употребата на хероин през 1980 и 1990 г. Обикновено много малък процент от пациентите получават хероин и трябва да отговарят на редица критерии. Оттогава подобни програми се правят в Холандия, Великобритания, Германия, Испания, Дания, Белгия, Канада и Люксембург.

#### LAAM – Левацетилметадол
Левацетилметадола преди е бил използван за лечение на опиоидна зависимост. През 2003 производителя на лекарството е спрял производството. Продукта предизвиквал по-дълготрайни ефекти, което позволявало на хората да посещават клиниката само три пъти седмично, за разлика от ежедневните посещения при метадона. През 2001 г. левацетилметадол е бил отстранен от европейския пазар поради съобщения за живото застрашаващи заболявания.

#### Налтрексон
Налтрексонът е одобрен от FDA през 1984 г. за лечение на опиоидна зависимост. Той е на разположение, както като перорални лекарства, така и като месечни инжекции (одобрен през 2010 г.). Някои автори се съмняват дали перорално налтрексон е толкова ефективен при лечение на опиоидна зависимост като метадон и бупренорфин главно поради неправилна употреба.

### Терапия
Докато медицинското лечение може да помогне с първоначалните симптоми на абстиненция, след като пристрастените преодолеят първите етапи на оттегляне, те започват програма в 12-стъпки като Анонимните алкохолици или Анонимните наркозависими. Посещаването и участието в тези групи е ефективен начин за получаване и поддържане на трезвеността. Сред най-вече вътрешните градски малцинства, които са имали дълга тежка история на (предимно) крек и/или употребата на хероин, 51,7% от лицата с непрекъснато присъствие в програмата имат над 3 години трайно въздържание, за разлика от 13,5% сред тези, които имат по-малко от непрекъснатото присъствие в програмата.

## Епидемиология

### САЩ
Немедицинското потребление на опиати достига върха си около 2010 г. и след това започна да намалява между 2011 г. и 2013 г.
Сред възрастните, скоростта на стационарни болнични престои в САЩ, свързани с опиоидна прекомерна употреба се увеличава средно с 5% годишно от 1993 – 2012. Процентът на пациентите, които са били приети от спешното отделение се е увеличил от 43% през 1993 г. до 64% през 2005 г., но са останали относително постоянни оттогава.
Разпространението на употребата на опиати и на опиоиднозависими варира по възраст и пол, сред безброй други фактори. Мъжете са с по-висок риск за употреба на опиати от жените и мъжете също по-често достигат до свръхдоза от опиати, отколкото при жените, въпреки че тази разлика се сближава. Жените са по-склонни да им бъдат предписани болкоуспокояващи, да се дават по-високи дози, да ги използват за по-голяма продължителност, и могат да станат зависими от тях по-бързо.
Смъртните случаи, дължащи се на употреба на опиоиди също са склонни да се повишат в по-късна възраст, отколкото смъртните случаи от употреба на други незаконни наркотици. Това не се отразява на употребата на опиати като цяло, което включва лицата в по-младите възрастови групи. Предозирането с опиоиди е най-високо сред лица, които са на възраст между 40 и 50 между, за разлика от хероиновото предозиране при което с най-висок риск са хората, които са на възраст между 20 и 30. 21-35-годишните хора представляват 77% от лицата, които влизат за лечение на разстройства свързани с употреба на опиоиди, обаче средната възраст на използване за първи път на предписани болкоуспокояващи е 21.2 години през 2013 г.
|  | Тази страница частично или изцяло представлява превод на страницата Opioid use disorder в Уикипедия на английски. Оригиналният текст, както и този превод, са защитени от Лиценза „Криейтив Комънс – Признание – Споделяне на споделеното“, а за съдържание, създадено преди юни 2009 година – от Лиценза за свободна документация на ГНУ. Прегледайте историята на редакциите на оригиналната страница, както и на преводната страница, за да видите списъка на съавторите. ВАЖНО: Този шаблон се отнася единствено до авторските права върху съдържанието на статията. Добавянето му не отменя изискването да се посочват конкретни източници на твърденията, които да бъдат благонадеждни. |